# Almadén
Ne doit pas être confondu avec Almadén de la Plata.
Almadén est une commune d'Espagne de la province de Ciudad Real dans la communauté autonome de Castille-La Manche. Le mot Almadén est d'origine arabe et signifie « la mine ».
Vers 300 av. J.-C., Théophraste, philosophe et savant grec, évoque les mines de cinabre d’Almadén. Ce gisement de sulfure de mercure (α-HgS) d’Almadén est à l’origine de la plus grande quantité de mercure liquide produite dans le monde. Environ 250 000 tonnes de mercure ont été produites dans le passé, sur une période de plus de 2 000 ans.

## Géographie
Almadén est situé à 200 km environ au sud de Madrid dans la Sierra Morena.

## Histoire
Romaine à l'origine, puis maure, la ville a été prise en 1151 par Alphonse VII et donnée aux Chevaliers de l’Ordre de Calatrava.

## Administration
| Période                                  | Période | Identité | Étiquette | Qualité |
| ---------------------------------------- | ------- | -------- | --------- | ------- |
|                                          |         |          |           |         |
| Les données manquantes sont à compléter. |         |          |           |         |

## Économie
Almadén est le siège des plus grandes réserves de cinabre, un minerai à partir duquel est extrait le mercure. Le cinabre a été utilisé dès le Néolithique comme pigment pour les fresques ou les cérémonies religieuses. Plus tard, ce minerai a été principalement utilisé en médecine et en alchimie, à l’époque où l'Espagne était sous domination arabe.
Les Fugger d’Augsbourg, deux banquiers allemands, ont administré les mines au cours XVIe et XVIIe siècles, en contrepartie de prêts accordés au gouvernement espagnol. Le mercure est devenu très précieux pour son utilisation aux Amériques au milieu du XVIe siècle à partir de l'introduction du procédé de l’amalgame, une méthode qui utilise le mercure pour extraire les métaux à partir du minerai d'or et d'argent. La demande de mercure a augmenté et a entraîné le développement de la ville comme centre d'exploitation et d'industrie minière. La plus grande partie du mercure produit à cette époque a été envoyé à Séville, puis aux Amériques.
Les dangereuses conditions de travail des mines ont fait qu’il est devenu difficile pour les Fuggers de trouver des travailleurs volontaires. Comme la demande de mercure augmentait, l'idée d’avoir recours à des forçats s’est imposée.

### Arrivée des forçats à la mine
Après que les Fugger eurent échoué à remplir les quotas de production en 1566, le roi d'Espagne a décidé d'envoyer 30 prisonniers purger leur peine dans les mines d’Almadén. Leur nombre est passé à 40 en 1583. Les prisonniers, connus sous le nom de forzados, ont été choisis parmi des criminels en attente d'un transfert aux galères à la prison de Tolède. Les prisonniers sélectionnés étaient généralement condamnés à de courtes peines et possédaient de bonnes capacités physiques. Des meurtriers et les grands criminels étaient rarement désignés, car les galères étaient considérées comme des peines plus sévères que les mines d'Almadén. Ce préjugé allait plus tard se révéler faux lorsqu’on a découvert l'horreur de l'empoisonnement par le mercure.
Le premier groupe de forzados est arrivé à Almadén fin février 1566.

#### Vie quotidienne à Almadén
Un nombre important de plaintes adressées sans interruption au roi à partir de 1580 l'a conduit à ordonner une enquête sur les conditions de vie des forçats d’Almadén en 1593. L'enquête a été menée par le commissaire royal et le célèbre auteur Mateo Alemán, et a été fondé en grande partie sur des entretiens avec les condamnés.
La mine d’Almadén fournissait aux forzados des conditions de vie acceptables. Chaque condamné recevait des rations quotidiennes de viande, de pain et de vin. Chaque année, le forzado se voyait attribuer, un doublet, une paire de hauts-de-chausses, et de bas, deux chemises, une paire de chaussures et un couvre-chef. Les soins médicaux étaient disponibles à l'infirmerie, et la mine disposait même de son propre apothicaire.
Malgré ces bonnes conditions, le danger de mort ou de maladie lié à l’intoxication au mercure était toujours présent. 24 % des condamnés d’Almadén entre 1566 et 1593 sont morts avant la date de leur libération, le plus souvent à cause d'un empoisonnement au mercure. Presque tous les prisonniers ont souffert de l'exposition au mercure. Les symptômes comportaient des douleurs sévères de toutes les parties du corps, un tremblement des membres, et des troubles mentaux. La plupart des hommes affectés aux fours sont morts d'intoxication.
Des Forzados étaient également contraints de vider l'eau des mines. Ces hommes échappaient aux dangers de l'exposition au mercure, mais ont souffert d'épuisement de jour en jour. Un groupe de quatre hommes devait évacuer 300 seaux d'eau, sans repos. Ceux qui ne pouvaient pas remplir ce quota étaient fouettés. Les prisonniers malades n’étaient pas exemptés de cette pratique.
La mort était courante, et les condamnés souhaitaient donner des funérailles décentes à chacun des hommes qui mouraient à la mine. Une confrérie religieuse a été constituée, dirigée par un prieur qui avait été administrateur de la mine pour les Fuggers. Le prieur choisissait également des condamnés pour servir l’office. La messe était célébrée le dimanche et les jours de fête, et la non-participation était passible d'une amende.

### Arrivée des esclaves
Des esclaves d'Afrique du Nord ont été achetés directement auprès de marchands d'esclaves pour travailler aux côtés des condamnés. Ces esclaves étaient souvent beaucoup moins chers que les autres sur le marché à l'époque, et en 1613, les esclaves étaient plus nombreux que les forzados selon un ratio de deux pour un.

### 1645 à nos jours
En 1645, la concession des Fugger a été annulée et les mines ont été prises en charge par l'État et gérées par le gouvernement royal. Tous les grands criminels ont été envoyés à Almadén par ordonnance du tribunal en date de 1749, mais la mine ne pouvait pas les accueillir tous. L'acte a été annulé en 1751.
Deux incendies catastrophiques en 1775 ont été imputés aux forzados.
Une technologie minière sûre a été introduite dans le dernier quart du XVIIIe siècle, les ouvriers libres ont commencé à s'intéresser de nouveau à la mine. À la fin du siècle, les travailleurs libres ont remplacé la plupart des esclaves.
L'établissement pénitentiaire d’Almadén a été fermé en 1801. En 1916, un conseil spécial a été créé pour exploiter les mines, introduire de nouvelles technologies et améliorer la sécurité. Une production record de 82 000 flacons de mercure a été atteinte en 1941, juste après la guerre civile espagnole.
Le prix de mercure a diminué, passant d'un pic à 571 $ US en 1965 à 121 $ US en 1976, rendant difficile toute planification économique.
En 1981, le gouvernement espagnol a créé la société Minas de Almadén y Arrayanes pour exploiter la mine.
En 2000, les mines ont été fermées en raison de la chute des prix du mercure sur le marché international, consécutive à la chute de la demande. Toutefois, Almadén possède encore l'une des plus grandes réserves de mercure. Un musée a été construit et l’entrée comprend la visite de la mine (zones exploitées du XVIe au XXe siècle).

## Culture
L'artiste espagnol Alexander Calder réalisa pour l'exposition universelle de Paris en 1937 une sculpture en hommage au village d'Almaden, producteur de plus de 60% du mercure mondial et durement éprouvé par la répression franquiste.
L'oeuvre, intitulée la Fontaine de mercure, se compose de deux parties. Une partie stable par où coule le mercure et une partie mobile mise en mouvement par le mercure.
Pour des raisons de toxicité, la sculpture est actuellement exposée dans un espace fermé, avec une aération contrôlée, à la fondation Joan Miro de Barcelone.

## Personnalités liées à la commune
- Beatriz Montañez (née en 1977), actrice et présentatrice de télévision.
- José Luis de la Granja Sainz (né en 1954), historien.